# 차명주
차명주(車明珠, 1973년 9월 22일 ~ )는 전 KBO 리그 한화 이글스의 선수였다.
1996년 롯데 자이언츠의 1차 지명을 받아 입단했으나 별 활약을 보여 주지 못하고 트레이드되어 두산 베어스와 한화 이글스에서 활동하였다. 2006년 시즌 종료 후 FA를 선언했으나 현역에서 은퇴하였고, 현재는 어린 야구 선수들의 재활을 돕는 재활 센터를 운영하고 있다.

## 출신 학교
- 대연초등학교
- 대천중학교
- 경남상업고등학교
- 한양대학교

## 선수 시절

### 아마추어 시절
경남상업고등학교를 졸업하고 한양대학교에 입학한다. 우완 박찬호와 1992학번 대학 동기이다. 한앙대 시절 1995년 전국대학야구 춘계리그전 감투상, 전국대학야구선수권대회감투상, 천마기 전국대학야구대회 감투상을 감투상으로 3번 연속 수상하였다.

### 롯데 시절
경남상업고등학교와 한양대학교를 졸업하고 연고 팀 롯데의 1차 지명을 받아 입단했다. 계약금 5억원을 받으면서 큰 기대 속에 팀에 입단했지만, 롯데에 몸담은 3년 동안 큰 활약을 해 주지 못했으나 그나마 1997년에는 선발로만 7승을 올려 팀내 최다 선발승 투수가 됐는데 이 해에는 원래 마무리로 낙점됐지만 의병제대한 주형광이 빠진 4월 선발로테이션의 공백을 메꾸기 위해 선발로 변경됐다. 결국 1998년 시즌이 끝난 뒤 OB의 포수 최기문을 상대로 트레이드되었는데, 각 연고지 1차 지명 선수 간의 트레이드였다.

### 두산 시절
1999년 당시 두산 베어스 감독 김인식은 차명주를 중간계투로 활용하였고, 차명주도 그의 기대에 부응하면서 두산에서 자신의 야구 인생의 전성기를 꽃피웠다. 2001년부터 2003년까지 3년 연속 홀드 1위를 기록했고, 2001년에는 무려 84경기에 출장하기도 했다. 김경문 감독 부임 이후에는 코드가 맞지 않게 되었고, 2004년 6월 5일 한화 이글스의 외야수 임재철을 상대로 한화 이글스에 트레이드(+현금 5,000만원)되었다.

### 한화 시절
한화 이글스에서 3년 동안 계속 중간계투로 등판했고 2006년 시즌 후 FA를 선언하였지만 한화 이글스와 협상이 결렬되었다. 이후에도 그를 찾는 팀이 없자 현역에서 은퇴를 선언한 후, 야구계를 떠났다.

### 은퇴 후
현재는 대한야구소프트볼협회에서 이사직을 맡고,
대한민국 베이스볼5 대표팀 감독을 맡고 있다.

## 주요 기록
| 기록         | 날짜       | 소속 | 구장 | 상대팀 | 상대 타자 | 경기 결과      | 경기수 | 달성 당시 나이 | 기타        | 주석 |
| ------------ | ---------- | ---- | ---- | ------ | --------- | -------------- | ------ | -------------- | ----------- | ---- |
| 500경기 출장 | 2005. 5. 4 | 한화 | 대전 | SK     |           | 31세7개월 12일 |        |                | 역대 11번째 |      |

## 통산 기록
| 연도 | 소속      | 평균자책 | 경기 | 승 | 패 | 세 | 홀드 | 완투 | 이닝 | 피안타 | 피홈런 | 4사구 | 탈삼진 | 실점 | 자책점 | 비고                     |
| ---- | --------- | -------- | ---- | -- | -- | -- | ---- | ---- | ---- | ------ | ------ | ----- | ------ | ---- | ------ | ------------------------ |
| 1996 | 롯데      | 7.43     | 27   | 2  | 5  | 8  | 0    | 0    | 46   | 57     | 4      | 34    | 29     | 43   | 38     |                          |
| 1997 | 롯데      | 4.68     | 25   | 7  | 9  | 0  | 0    | 0    | 107⅔ | 124    | 8      | 58    | 64     | 65   | 56     |                          |
| 1998 | 롯데      | 4.99     | 33   | 0  | 7  | 0  | 0    | 2    | 92   | 95     | 13     | 40    | 41     | 61   | 51     |                          |
| 1999 | 두산      | 4.01     | 83   | 1  | 2  | 1  | 0    | 0    | 76⅓  | 84     | 4      | 37    | 60     | 38   | 34     |                          |
| 2000 | 두산      | 4.50     | 57   | 1  | 1  | 1  | 2    | 0    | 40   | 44     | 5      | 32    | 33     | 30   | 20     |                          |
| 2001 | 두산      | 3.42     | 84   | 6  | 2  | 1  | 18   | 0    | 97⅓  | 86     | 6      | 49    | 73     | 42   | 37     | 홀드 1위                 |
| 2002 | 두산      | 3.86     | 67   | 1  | 2  | 1  | 17   | 0    | 51⅓  | 46     | 4      | 19    | 37     | 23   | 22     | 홀드 1위                 |
| 2003 | 두산      | 4.35     | 77   | 1  | 1  | 0  | 16   | 0    | 31   | 28     | 0      | 17    | 14     | 18   | 15     | 홀드 1위 (이상열과 공동) |
| 2004 | 두산 한화 | 2.45     | 32   | 0  | 1  | 0  | 11   | 0    | 14⅔  | 14     | 0      | 8     | 11     | 5    | 4      |                          |
| 2005 | 한화      | 5.88     | 77   | 4  | 1  | 0  | 12   | 0    | 33⅔  | 46     | 3      | 13    | 17     | 23   | 22     |                          |
| 2006 | 한화      | 3.27     | 51   | 3  | 0  | 0  | 4    | 0    | 22   | 20     | 1      | 7     | 11     | 11   | 8      |                          |
| 통산 | 11시즌    | 4.51     | 613  | 26 | 31 | 12 | 80   | 2    | 612  | 644    | 48     | 314   | 390    | 359  | 307    |                          |